# Can Cucurull
Can Cucurull és una masia al nord del nucli de Sant Esteve de Palautordera (al Vallès Oriental). Masia orientada cap al sud, de planta baixa i pis i coberta a dues vessants. Porta dovellada i finestres de pedra d'arc pla. La finestra de l'esquerra del pis està decorada en la part inferior amb una tira trenada i a la part superior amb una mena de sol sobre núvols. A la façana hi ha un banc i un pou. La masia està envoltada d'annexes i està enganxada a Can Mainou.
Popularment ha estat anomenada al llarg dels anys amb diverses variants del nom Cocurull; algunes de les formes emprades han estat: Can Cocurull, Can Pocurull o Can Pucurull.
Poden trobar-se fotografies d'aquesta masia que daten d'entre 1899 i 1905 a la col·lecció Estudi de la Masia Catalana de l'Arxiu Fotogràfic del Centre Excursionista de Catalunya.